# Тюрино (Рязанская область)
Тю́рино — село в Шацком районе Рязанской области в составе Ольховского сельского поселения.

## Географическое положение
Село Тюрино расположено на Окско-Донской равнине в устье небольшого ручья на правом берегу реки Кашеляй в 11 км к юго-западу от города Шацка. Расстояние от села до районного центра Шацк по автодороге — 17 км.
В окрестностях Тюрино на ручьях, впадающих в реку Кашеляй, устроено несколько прудов. К юго-западу от села урочища Кукушка и Шульгинский Лес. Ближайшие населенные пункты — деревня Студеновка и село Казачий Дюк.

## Население
| 2010 | 2012 |
| ---- | ---- |
| 12   | ↘4   |

По данным переписи населения 2010 г. в селе Тюрино постоянно проживают 12 чел.

## Происхождение названия
Вплоть до начала XX в. село носило двойное название — Кошеляево, Тюрино тож, то ли по названию протекающей здесь речки Кашеляй, то ли по прозвищу Кошель, которое упоминается в документах XVII в. среди шацких ямщиков. Тюрины — также распространенная в шацких слободах фамилия.

## История

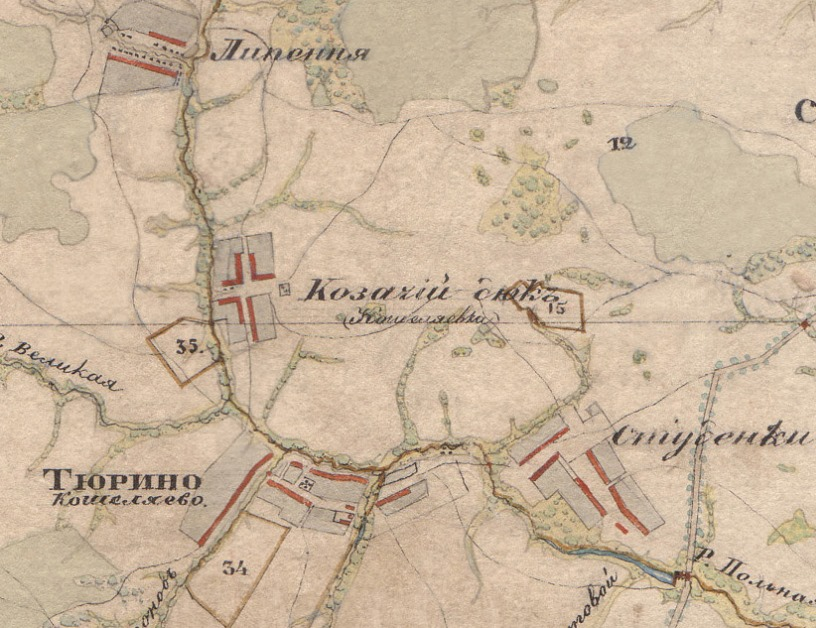
Село Тюрино соседние поселения Шацкого уезда в 1862 г.

Первое упоминание о селе Кошеляево, Тюрино тож, относится к 1682 году, когда по челобитной казаков Казачьей Слободы шацкий воевода Василий Тихонович Кашкин провел разбирательство, на каком основании крестьяне дворцовой Чёрной Слободы захватили земли казаков, переселенных в Тамбов, и на их земле построили село Кошеляево. Выяснилось, что крестьяне завладели землями «самовольством», но никаких наказаний не последовало, а через 2 года эти земли приписали к Чёрной Слободе.
Уже в документах XVII в. Кошеляево значится селом с деревянной Никольской церковью. Не позднее 1795 г. на средства прихожан на месте старой ветхой церкви был построен новый деревянный холодный храм с престолом во имя святителя Николая Чудотворца.
В XIX в. село Кошеляево, Тюрино тож, принадлежало действительному тайному советнику графу Ивану Илларионовичу Воронцову-Дашкову (1790+1854 гг.), а затем его сыну — министру императорского двора и уделов и наместнику Кавказа, генералу от кавалерии графу Иллариону Ивановичу Воронцову-Дашкову (1837+1916 гг.). К 1862 году в селе Кошеляево, Тюрино тож, насчитывалось 127 крестьянских дворов, в которых проживало 455 душ мужского и 475 женского пола.
К 1911 году причт Никольской церкви села Кошеляево, Тюрино тож, по штату состоял из священника, диакона и псаломщика. За церковью числилось 3 дес. усадебной и 87 дес. пахотной земли, из которой 12 дес. неудобной; пахотная земля в трех участках, находилась в 2 верстах от церкви. Земля давала годового дохода не более 400 руб., братский годовой доход составлял 700 руб. Кроме того причт получал ругу — печёный хлеб при молебнах на дому. Дома у причта были собственные.
 В состав прихода Никольской церкви села Кошеляево, Тюрино тож, входили также близлежащие деревни Липяной Дюк, Мишутино и Марьино.
К 1911 г., по данным А. Е. Андриевского, в селе Кошеляево, Тюрино тож, насчитывалось 313 крестьянских дворов, в которых проживало 1123 души мужского и 1178 женского пола. Жители занимались земледелием. Душевой надел местных крестьян составлял в среднем 3/4 десятины.
Помимо церкви в селе имелись церковно-приходское попечительство и церковно-приходская школа.
Никольская церковь в селе Тюрино была закрыта в начале 1930-х гг., и позднее сгорела.
До мая 2017 года была в составе Тарадеевского сельского поселения.

## Известные уроженцы
- Федор Григорьевич Бесов (1879+1914 гг.) — российский борец и силовой атлет.
- Иван Григорьевич Захаркин (1889+1944 гг.) — генерал-полковник, советский военачальник, в годы Великой Отечественной войны — командующий 49-й армией Западного фронта, заместитель командующего войсками Центрального и Белорусского фронтов, командующий войсками Одесского военного округа.